# IL10RB
Рецептор интерлейкина 10, бета-субъединица (англ. Interleukin 10 receptor, beta subunit, IL10Rβ, IL10RB) — белок, субъединица рецептора интерлейкина 10, продукт гена человека IL10RB.

## Функции
Белок принадлежит к семейству цитокиновых рецепторов. IL10RB является вспомогательной субъединицей тетрамерного комплекса рецептора интерлейкина 10. Для индуцирования переноса сигнала интерлейкина 10 необходима экспрессия как α-, так и β-субъединицы. Этот ген и три гена интерфероновых рецепторов IFNAR2, IFNAR1 и IFNGR2 образуют класс II цитокиновых рецепторов, которые локализуются на 21-й хромосоме человека.
Играет роль в активации пяти цитокинов 2-го класса: IL10, IL22, IL26, IL28 и IFNL1. Димер IFNLR1/IL10RB является рецептором цитокиновых лигандов IFNL2 и IFNL3 и опосредует их антивирусную активность. Лиганд-рецепторный комплекс стимулирует активацию сигнального пути JAK/STAT, который приводит к экспрессии интерферон-стимулируемых генов, координирующих антивирусный ответ организма.

## Структура
Белок состоит из 325 аминокислот, молекулярная масса 37 кДа. Имеет 4 N-гликозилированных аспарагиновых остатка и 2 дисульфидные связи. Цитокиновый рецептор IL10R является гетеротетрамером, который состоит из двух α-цепей (IL10Rα, или IL10R1) и двух β-цепей (IL10Rβ, или IL10R2). 